# Уайт (округ, Арканзас)
Уайт (англ. White County) — округ, расположенный в штате Арканзас, США с населением в 67 165 человек по статистическим данным переписи 2000 года. Столица округа находится в городе Серси.
Округ Уайт был сформирован 23 октября 1835 года из частей территорий соседних округов Индепенденс, Джексон, Пьюласки, став 31-м по счёту округом Арканзаса и получил своё название в честь кандидата в президенты США от партии вигов Хью Лоусона Уайта.
В округе Уайт действует запрет на продажу алкогольной продукции, за исключением нескольких учреждений со специальными разрешениями (такими, как «Окружной клуб Серси» и организации ветеранов иностранных войн в городах Серси и Биб), поэтому округ Уайт входит в число так называемых «сухих» округов страны.

## География
По данным Бюро переписи населения США округ Уайт имеет общую площадь в 2699 квадратных километров, из которых 2678 кв. километров занимает земля и 21 кв. километр — вода. Площадь водных ресурсов округа составляет 0,80 % от всей его площади.

### Соседние округа
- Индепенденс — север
- Джэксон — северо-восток
- Вудрафф — восток
- Прери — юго-восток
- Лонок — юго-запад
- Фолкнер — запад
- Клиберн — северо-запад

## Демография

Диаграмма распределения населения округа по возрастным диапазонам. Данные переписи населения 2000 года

По данным переписи населения 2000 года в округе Уайт проживало 67 165 человек, 18 408 семей, насчитывалось 25 148 домашних хозяйств и 27 613 жилых домов. Средняя плотность населения составляла 25 человек на один квадратный километр. Расовый состав округа по данным переписи распределился следующим образом: 93,52 % белых, 3,56 % чёрных или афроамериканцев, 0,43 % коренных американцев, 0,32 % азиатов, 0,03 % выходцев с тихоокеанских островов, 1,31 % смешанных рас, 0,82 % — других народностей. Испано- и латиноамериканцы составили 1,88 % от всех жителей округа.
Из 25 148 домашних хозяйств в 33,00 % — воспитывали детей в возрасте до 18 лет, 59,90 % представляли собой совместно проживающие супружеские пары, в 9,50 % семей женщины проживали без мужей, 26,80 % не имели семей. 23,40 % от общего числа семей на момент переписи жили самостоятельно, при этом 10,50 % составили одинокие пожилые люди в возрасте 65 лет и старше. Средний размер домашнего хозяйства составил 2,53 человек, а средний размер семьи — 2,98 человек.
Население округа по возрастному диапазону по данным переписи 2000 года распределилось следующим образом: 24,40 % — жители младше 18 лет, 12,80 % — между 18 и 24 годами, 27,20 % — от 25 до 44 лет, 21,90 % — от 45 до 64 лет и 13,80 % — в возрасте 65 лет и старше. Средний возраст жителей округа составил 35 лет. На каждые 100 женщин в округе приходилось 95,20 мужчин, при этом на каждых сто женщин 18 лет и старше приходилось 92,90 мужчин также старше 18 лет.
Средний доход на одно домашнее хозяйство в округе составил 32 203 долларов США, а средний доход на одну семью в округе — 38 782 долларов. При этом мужчины имели средний доход в 29 884 долларов США в год против 20 323 долларов США среднегодового дохода у женщин. Доход на душу населения в округе составил 15 890 долларов США в год. 10,40 % от всего числа семей в округе и 14,00 % от всей численности населения находилось на момент переписи населения за чертой бедности, при этом 18,10 % из них были моложе 18 лет и 14,30 % — в возрасте 65 лет и старше.

## Главные автодороги
- US 64
- US 67
- US 167
- AR 5
- AR 11
- AR 13
- AR 16
- AR 36
- AR 87

## Населённые пункты

### Города и посёлки
- Болд-Ноб
- Биби
- Брадфорд
- Уэст-Пойнт
- Гарнер
- Джорджтаун
- Гриффитвилл
- Хиггинсон
- Джадсония
- Кенсетт
- Летона
- Мак-Рей
- Пангберн
- Роуз-Бад
- Расселл
- Серси

### Неинкорпорированные сообщества
- Албион
- Антиок
- Сентер-Хилл
- Эль-Пасо
- Флойд
- Фор-Майл-Хилл
- Грейвел-Хилл
- Хармони
- Джой
- Либерти-Валли
- Опал
- Пиккенс
- Плейнвью
- Провиденс
- Романс
- Сидон
- Велвет-Ридж
- Винити-Корнер
- Уолкер